# Conte di Onslow
Conte di Onslow è un titolo nobiliare inglese nella Parìa del Regno Unito.

## Storia

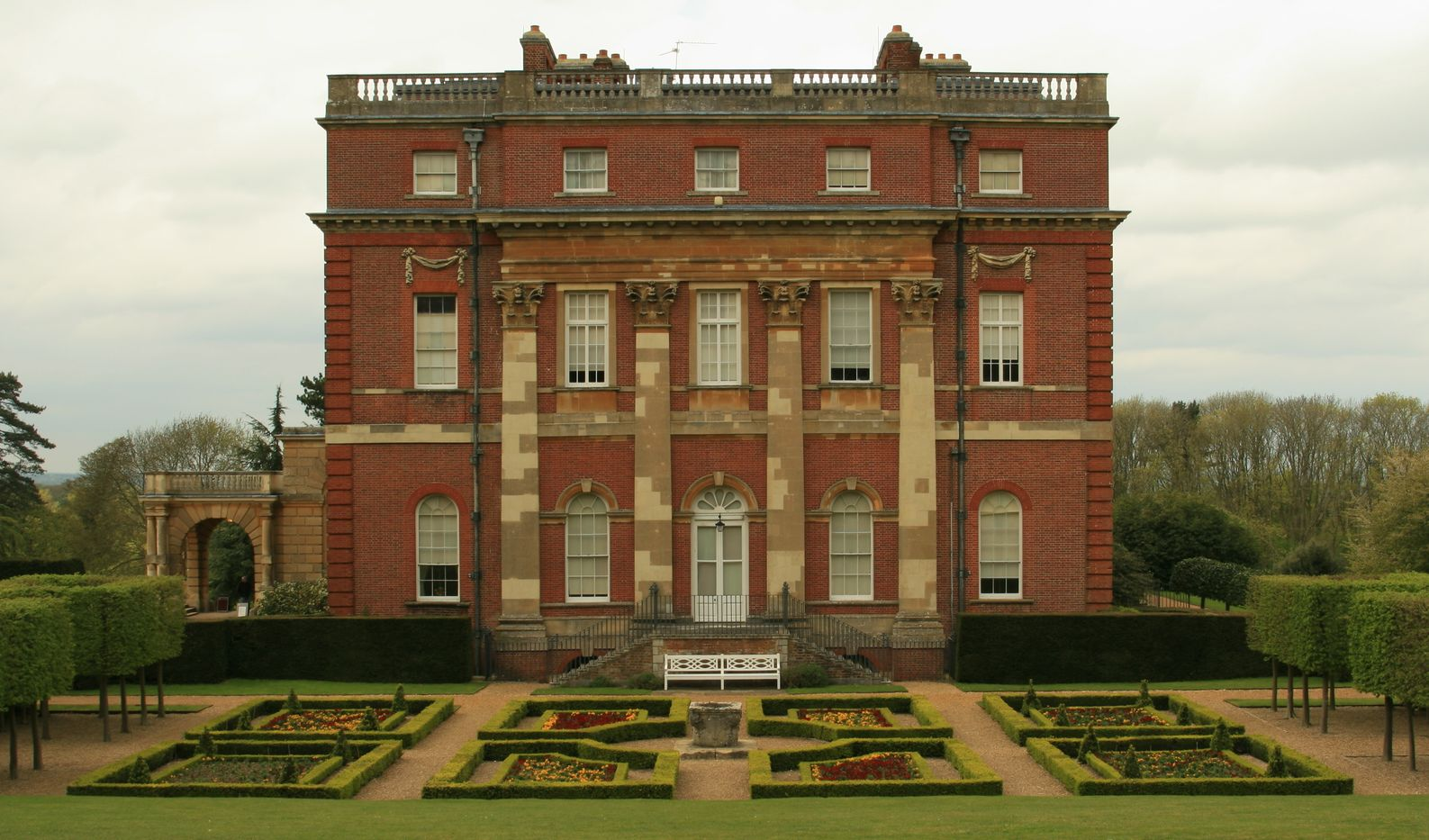
Clandon Park, la sede della famiglia Onslow

Il titolo venne creato nel 1801 per George Onslow, IV barone Onslow. La famiglia Onslow discende da Arthur Onslow, che fu parlamentare per Bramber, Sussex e Guildford alla camera dei comuni britannica. Questi sposò Mary, figlia di Thomas Foote, Lord Mayor of London nel 1649, che era già stato creato baronetto nel 1660 (titolo estinto alla sua morte nel 1687). Nel 1674 Onslow venne creato Baronetto nel Baronettaggio d'Inghilterra, con precedenza al 1660.
Onslow venne succeduto da suo figlio, il II baronetto, il quale fu noto politico della sua epoca e fu Speaker della Camera dei comuni dal 1708 al 1710 e Cancelliere dello Scacchiere dal 1713 al 1714. Nel 1716 venne elevato nella Parìa di Gran Bretagna come Barone Onslow, di Onslow nella contea dello Shropshire e di Clandon nella contea del Surrey, con possibilità di trasmissione anche a suo zio Denzil Onslow ed ai suoi fratelli. Lord Onslow venne succeduto da suo figlio, il II barone, che fu membro del parlamento per la costituente di Gatton, Chichester, Bletchingley e Surrey e prestò servizio come Lord Luogotenente del Surrey. Suo figlio, il III barone, rappresentò Guilford al parlamento e fu Lord Luogotenente del Surrey. Morì senza eredi nel 1776.
Lord Onslow venne succeduto per decreto speciale da suo cugino, il IV barone, figlio di Arthur Onslow, Speaker della Camera dei Comuni, figlio primogenito di Foot Onslow. Questi fu membro del parlamento per Rye e Surrey e fu Treasurer of the Household e Lord Luogotenente del Surrey. Nel maggio 1776, cinque mesi dopo essere succeduto nella baronia di Onslow, venne elevato nella Parìa di Gran Bretagna di proprio diritto col titolo di Barone Cranley, di Imber Court nella Contea del Surrey. Nel 1801 venne ulteriormente onorato col titolo di Visconte Cranley, di Cranley nella Contea di Surrey, e Conte di Onslow, di Onslow nella Contea dello Shropshire, titoli riconosciuti nella Parìa del Regno Unito. Un nipote, André George Louis Onslow (1784–1853), fu un noto compositore.
Suo figlio, il II conte, rappresentò Rye e Guildford alla Camera dei Comuni. Venne succeduto dal figlio primogenito, il III conte, il quale morì senza eredi maschi sopravvissutigli e venne succeduto pertanto da un pronipote, il IV conte. Quest'ultimo era figlio di George Augustus Cranley Onslow, figlio di Thomas Cranley Onslow, figlio secondogenito del II conte. Lord Onslow fu un noto politico conservatore e prestò servizio come Sottosegretario di Stato per le Colonie, come Sottosegretario di Stato per l'India e President of the Board of Agriculture nonché come Governatore della Nuova Zelanda. Suo figlio primogenito, il V conte, fu un politico conservatore e fu Sottosegretario di Stato per la guerra nonché Paymaster-General durante gli anni '20 del Novecento.
Gli succedette il figlio, il VI conte, il quale prestò servizio nelle amministrazioni conservatrici di Winston Churchill, Anthony Eden e Harold Macmillan come Capitano degli Yeomen della Guardia per nove anni consecutivi. Dal 1971 al 2011, i titoli vennero detenuti da suo figlio, il VII conte, che dopo il passaggio dell'House of Lords Act del 1999 fu eletto membro della Camera dei lord. Dalla sua morte avvenuta il 14 maggio 2011, i titoli sono passati a suo figlio, l'attuale VIII conte.
La sede della famiglia Clandon Park nel Surrey.

## Baronetti Onslow (1674)
- Sir Arthur Onslow, I baronetto (m. 1688)
- Sir Richard Onslow, II baronetto (1654–1717) (creato Barone Onslow nel 1716, vedi poi)

## Baroni Onslow (1716)
- Richard Onslow, I barone Onslow (1654–1717)
- Thomas Onslow, II barone Onslow (1679–1740)
- Richard Onslow, III barone Onslow (1715–1776)
- George Onslow, IV barone Onslow (1731–1814) (creato Conte di Onslow nel 1801, vedi poi), cugino di secondo grado del III barone

## Conti di Onslow (1801)
- George Onslow, I conte di Onslow (1731–1814)
- Thomas Onslow, II conte di Onslow (1754–1827)
- Arthur George Onslow, III conte di Onslow (1777–1870)
  - Arthur George Onslow, visconte Cranley (1820–1856)
- William Hillier Onslow, IV conte di Onslow (1853–1911), pronipote del III conte
- Richard William Alan Onslow, V conte di Onslow (1876–1945)
- William Arthur Bampfylde Onslow, VI conte di Onslow (1913–1971)
- Michael William Copelstone Dillon Onslow, VII conte di Onslow (1938–2011)
- Rupert Charles William Bullard Onslow, VIII conte di Onslow (n. 1967)

L'erede presunto attuale è il cugino di quarto grado dell'attuale detentore del titolo, Anthony Ernest Edward Onslow (n. 1955), discendente da un ramo cadetto derivato dal II conte.